# Jackie Sharkey
Jackie Sharkey, de son vrai nom Giovanni Cervati, est un boxeur italien né le 20 juin 1897 à Bologne et mort en mars 1970.

## Carrière
Passé professionnel en 1914, il devient champion du monde des poids coqs le 15 août 1919 en battant aux points Pete Herman. Sharkey est destitué l'année suivante pour ne pas avoir remis sa ceinture en jeu dans le délai imparti. Il met un terme à sa carrière en 1926 sur un bilan contrasté de 54 victoires, 62 défaites et 21 matchs nuls.